# وفيات الأمومة

خارطة وفيات الأمهات بحسب تقرير حالة أمهات العالم - أنقذوا الأطفال (SOWM2010) لعام 2010. البيانات تمثل مدى الخطر المؤدي إلى وفيات الأمهات لأسباب تتعلق بالحمل.
1 من 7 إلى 1 من 8
1 من 11 إلى 1 من 16
1 من 18 إلى 1 من 32
1 من 33 إلى 1 من 55
1 من 70 إلى 1 من 120
1 من 130 إلى 1 من 240
1 من 270 إلى 1 من 500
1 من 530 إلى 1 من 1000
1 من 1100 إلى 1 من 1400
1 من 2100 إلى 1 من 3700
1 من 4400 إلى 1 من 7800
1 من 8200 إلى 1 من 14200
1 من 16400 إلى 1 من 29000
1 من 47600

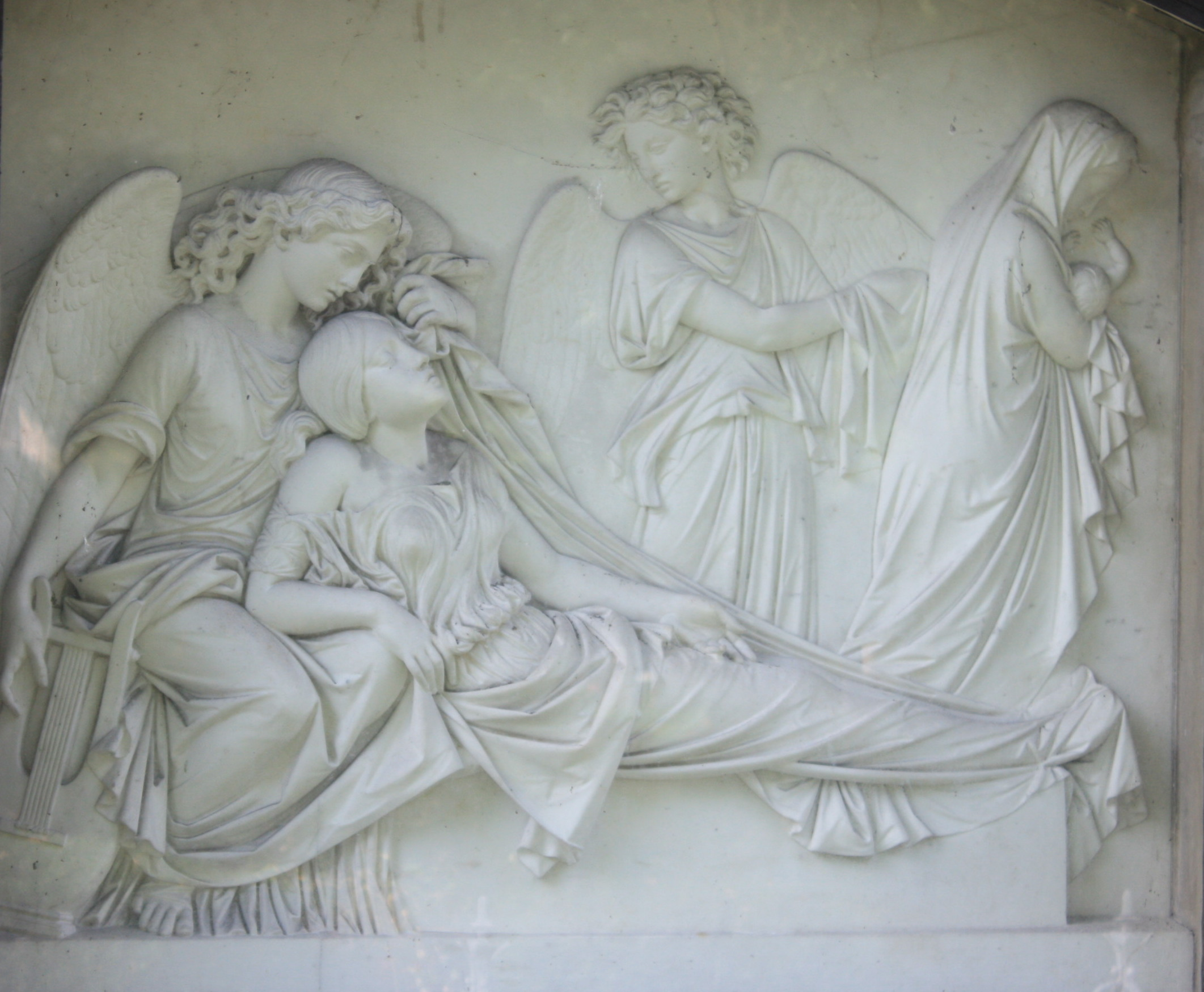
امرأة تموت وتأخذها الملائكة بعد ولادة طفلها، قبر من عام 1863 في ستريزينر فريدهوف في دريسدن.

وفيات الأمومة أو وفاة الأمومة (بالإنجليزية: Maternal death)‏ حسب منظمة الصحة العالمية – هي: «وفاة المرأة أثناء الحمل أو بعد نهايته ب 42 يومًا لأي سبب له علاقة بالحمل أو التحكم به، بغض النظر عن مدة ومكان الحمل، وليس لأسباب عرضية.» يوجد مؤشري آداء يمكن إستخدامهما بالتبادل هما: نسبة وفيات الأمهات، ومعدل وفيات الأمهات. بحلول عام 2017 تراجع معدل وفيات الأمهات بنسبة 44% عن عام 1990، اختصارًا "MMR"، ولكن ما زالت 850 امراة تموت كل يوم بسبب الحمل. تبعًا لتقرير صندوق الأمم المتحدة للسكان لعام  2017 فذلك يعني أنه في كل دقيقتين تحدث وفاة لإمراة حامل واحدة، وتعاني نحو 20 أو 30 امرأة أخرى من مضاعفات خطيرة أوعواقب طويلة الأمد، ومعظم هذه الوفيات والإصابات يمكن الوقاية منها تمامًا. أحصت منظمة الأمم المتحدة للسكان، وفاة 280000 امرأة حامل لأسباب تفاوتت بين النزيف الحاد والولادة المتعسرة، وذلك في عام 2013، وبفضل التطور المستمر في فهم المرأة لكيفية تنظيم الأسرة، وأهمية الولادة عند المتخصصين لكي يحصلوا علي رعاية طارئة وسليمة، فقد تراجع معدل وفيات الأمهات ل 380 حالة وفاة لكل 100000 حالة ولادة ناجحة في عام 1990 ليصل إلي 210 حالة وفاة لكل 100000 في عام 2013، كما انخفض معدل وفيات الأمهات للنصف في العديد من الدول في العشر سنوات الأخيرة. توجد معدلات مرتفعة من وفيات الأمهات في المناطق الأكثر فقرًا، وحوالي 85% منها في أفريقيا وجنوب آسيا. تؤدي وفاة الامهات إلي أن تصبح أسرهم ضعيفة، وعادة لا يعيش الرضع أكثر من عامين.
أو تُعرف على أنها وفاة المرأة أثناء الحمل أو بعد انتهاء الحمل بفترة لا تزيد عن 42 يوما بسبب متعلق بالحمل أو أن الحمل قد تسبب بتفاقم حالة ما أدت إلى الوفاة، بغض النظر عن فترة الحمل أو موقعه، على شرط أن أن لا تكون لوفاة بسبب حادث أو واقعة.
انخفضت حالات وفيات الأمومة من 377000 حالة وفاة في عام 1990 إلى 293000 حالة في عام 2013. أهم أسباب الوفاة كانت مضاعفات إجهاض غير آمن (15%) ونزف تال للوضع (15%) واضطراب فرط ضغط الدم الأمومي (10%) وعدوى ما بعد الولادة (8%) والولادة المتعسرة (6%).

## التعريف
تبعًا لمقال نشر في عام 2003 في النشرة الطبية البريطانية،  عرفت وفيات الأمهات لأول مرة في المراجعة العاشرة من التصنيف الدولي للأمراض عام 1992، بأنها: «وفاة المرأة أثناء الحمل أو بعد نهايته ب 42 يومًا لأي سبب له علاقة بالحمل أو التحكم به، بغض النظر عن مدة ومكان الحمل، وليس لأسباب عرضية.» مازال ذلك التعريف معتمدًا من منظمة الصحة العالمية.  أوضح مقال 2003، المسمى (العبء العالمي لوفيات وعجز الأمهات) أن ذلك التعريف لم يأخذ في الحسبان جزءًا من السكان. فتبعًا لمراكز التحكم بالأمراض خلال الفترة من عام 1974 إلى 1975 فقد حدثت 29% من وفيات الأمهات بعد 42 يومًا من الولادة، و 6% حدثت بعد الولادة ب 90 يومًا، وذلك في الولايات المتحدة الأمريكية وجورجيا.
بالرغم من انتشار الحالات المرضية الشديدة للأمهات إلا أنه لا يوجد تعريف واضح لها. تبعًا لمقال 2017  المنشور في مجلة الجمعية الطبية الكندية فتعريفها للحالات المرضية الشديدة للأمهات يحتوي على الأعراض التالية:  نزيف حاد بعد الولادة (نزيف ما بعد الولادة يتطلب نقل الدم)، صدمة في التوليد، تعفن الدم، مضاعفات القلب (السكتة القلبية، الفشل القلبي، احتشاء عضلة القلب، والانصمام الرئوي)، الفشل الكلوي الحاد، الانسداد التوليدي وإخلاء الورم الدموي الجراحي.

## الأسباب
توجد أسباب مباشرة وغير مباشرة لوفاة الأمهات. أما عن الأسباب المباشرة فهى ناتجة من مضاعفات الحمل أو الولادة، والغير مباشرة فهي ناتجة عن وجود حالة مرضية سابقة للحمل أو غير مرتبطة  بالولادة. وتسمى الوفيات أثناء الحمل التي لا علاقة لها بالحمل بوفيات الأمهات العرضية أوغير الجراحية. ووفقا لدراسة نشرت في مجلة لانسيت تغطي الفترة من 1990 إلى 2013، فإن الأسباب الأكثر شيوعًا هي نزيف ما بعد الولادة 15٪، ومضاعفات الإجهاض غير الآمن 15٪، واضطرابات ارتفاع ضغط الدم في الحمل 10٪، والتهابات ما بعد الولادة 8٪، وعسر الولادة 6٪. وتشمل الأسباب الأخرى جلطات الدم 3٪ والظروف الموجودة مسبقا 28٪. والأسباب غير المباشرة هي الملاريا وفقر الدم  وفيروس نقص المناعة البشرية – الإيدز- وأمراض القلب والأوعية الدموية، وكلها قد تعقد الحمل أو تتفاقم بسببه.
ووفقا لنشر منظمة الصحة العالمية لعام 2004، فإن العوامل الاجتماعية الديموغرافية مثل العمر، والحصول على الموارد ومستوى الدخل هي مؤشرات هامة. وتواجه الأمهات الشابات مخاطر أعلى من المضاعفات والوفاة أثناء الحمل من الأمهات الأكبر سنًا،  ولا سيما المراهقات اللواتي تبلغ أعمارهن 15 سنة أو أقل. المراهقات لديهن مخاطر أعلى لنزيف ما بعد الولادة، التهاب بطانة الرحم النفاسي، والولادة المهبلية، وبضع المهبل، وانخفاض الوزن عند الولادة، وكلها يمكن أن تؤدي إلى وفيات الأمهات. وعلاوة على ذلك، يؤثر الحرمان الاجتماعي والعزلة الاجتماعية تأثيرا سلبيا على صحة الأمهات التي يمكن أن تؤدي إلى زيادة وفيات الأمهات. وبالإضافة إلى ذلك، فإن نقص فرص الحصول على الرعاية الطبية الماهرة أثناء الولادة، ومسافة السفر إلى أقرب عيادة لتلقي الرعاية المناسبة، وعدد الولادات السابقة، والحواجز التي تحول دون الحصول على الرعاية الطبية قبل الولادة وضعف الهياكل الأساسية كلها تزيد من وفيات الأمهات. الإجهاض غير الآمن هو سبب رئيسي آخر لوفيات الأمهات. وفقا لمنظمة الصحة العالمية في عام 2009، كل ثماني دقائق ماتت امرأة من المضاعفات الناجمة عن الإجهاض غير الآمن. وتشمل المضاعفات النزف والعدوى والصدمة التناسلية. وبحلول عام 2007، على الصعيد العالمي، تشكل الوفيات التي يمكن الوقاية منها نتيجة للإجراءات التي يتم تنفيذها بشكل غير صحيح 13٪ من وفيات الأمهات، و 25٪ أو أكثر في بعض البلدان حيث تكون وفيات الأمهات من أسباب أخرى منخفضة نسبيًا، مما يجعل الإجهاض غير الآمن السبب الرئيسي الوحيد لوفيات الأمهات في جميع أنحاء العالم.

## القياسات
والقياسات الأربعة لوفيات الأمهات هي معدل وفيات الأمهات، ونسبة وفيات الأمهات، وخطر الوفاة النفاسية مدى الحياة، ونسبة وفيات الأمهات بالنسبة لنسبة وفاة المرأة في فترة الخصوبة.
نسبة وفيات الأمهات: نسبة عدد وفيات الأمهات خلال فترة زمنية معينة لكل 000 100 مولود حي خلال نفس الفترة الزمنية. يتم استخدامه كمقياس لجودة نظام الرعاية الصحية.  معدل وفيات الأمهات: عدد وفيات الأمهات بين السكان مقسومًا على عدد النساء في سن الإنجاب، ويعبر عنه عادة لكل 000 1 امرأة
خطر الوفاة النفاسية مدى الحياة: يشير إلى احتمال وفاة أنثى تبلغ من العمر 15 عاما في نهاية المطاف من سبب خاص بالأمومة إذا واجهت طوال حياتها مخاطر وفيات الأمهات ومستويات الخصوبة والوفيات الكلية التي تلاحظ  في حالة معينة تعداد السكان. ويمكن استنباط خطر وفيات الأمهات لدى البالغين سواء باستخدام معدل وفيات الأمهات أو نسبة وفيات الأمهات.
نسبة وفيات الأمهات بين وفيات النساء في سن الإنجاب (PM): عدد وفيات الأمهات في فترة زمنية معينة مقسومًا على مجموع الوفيات بين النساء الذين تتراوح أعمارهن بين 15-49 سنة. وتشمل مقاربات قياس وفيات الأمهات نظام التسجيل المدني، والدراسات الاستقصائية للأسر المعيشية، والتعداد، ودراسات الوفيات في سن الإنجاب والتشريح اللفظي.

## التوجهات
وفقا لتقرير صندوق الأمم المتحدة للسكان لعام 2010، فإن الدول النامية تمثل تسعة وتسعين في المائة من وفيات الأمهات، ومعظم هذه الوفيات تحدث في أفريقيا جنوب الصحراء الكبرى وجنوب آسيا. وعلى الصعيد العالمي، تعاني البلدان المرتفعة والمتوسطة الدخل من وفيات أمومية أقل من البلدان ذات الدخل المنخفض. ويمثل مؤشر التنمية البشرية ما بين 82 و 85 في المائة من معدلات وفيات الأمهات بين البلدان. وفي معظم الحالات، تحدث معدلات عالية من وفيات الأمهات في نفس البلدان التي تشهد معدلات مرتفعة من وفيات الرضع. وتعكس هذه الاتجاهات أن البلدان ذات الدخل المرتفع لديها بنية تحتية أقوى للرعاية الصحية، وموظفون طبيون وموظفون للرعاية الصحية، وتستخدم تكنولوجيات طبية أكثر تقدما، ولديها عوائق أقل أمام الحصول على الرعاية من البلدان المنخفضة الدخل. ولذلك، فإن السبب الأكثر شيوعا لوفيات الأمهات في البلدان المنخفضة الدخل هو نزيف الولادة، تليها اضطرابات ارتفاع ضغط الدم في الحمل، على النقيض من البلدان المرتفعة الدخل، التي يكون السبب الأكثر شيوعا هو الجلطات الدموية. وعلى الصعيد القطري، شكلت الهند (19 في المائة أو 000 56) ونيجيريا (14 في المائة أو 000 40) ما يقرب من ثلث وفيات الأمهات في عام 2010. وكانت جمهورية الكونغو الديمقراطية وباكستان والسودان وإندونيسيا وإثيوبيا وجمهورية تنزانيا المتحدة وبنغلاديش وأفغانستان تتراوح بين 3 و 5 في المائة من وفيات الأمهات لكل منهما. وشكلت هذه البلدان العشرة مجتمعة 60٪ من جميع وفيات الأمهات في عام 2010 وفقا لتقرير صندوق الأمم المتحدة للسكان. والبلدان التي لديها أدنى وفيات للأمهات هي استونيا واليونان وسنغافورة. وحتى أوائل القرن العشرين كان لدى البلدان المتقدمة والنامية معدلات مماثلة لوفيات الأمهات. وبما أن معظم وفيات الأمهات والإصابات يمكن الوقاية منها، فقد تم القضاء عليها إلى حد كبير في العالم المتقدم. وقد أحرز تقدم كبير منذ أن خفضت الأمم المتحدة معدل وفيات الأمهات من الأهداف الإنمائية للألفية. فعلى سبيل المثال، خفضت بنغلاديش عدد الوفيات لكل ولادة حية بنسبة الثلثين تقريبا من عام 1990 إلى عام 2015. ومع ذلك، كان الهدف الإنمائي للألفية هو تخفيضها بنسبة 75 في المائة. ووفقا للبيانات الحكومية، كان الرقم في عام 2015 هو 181 حالة وفاة للأمهات لكل 100000 مولود. وكانت علامة الأهداف الإنمائية للألفية 143 لكل 100000. إن التخفيض الإضافي لوفيات الأمهات هو الآن جزء من خطة التنمية المستدامة لعام 2030. والهدف من الهدف الثالث للتنمية المستدامة هو خفض معدل وفيات الأمهات في العالم إلى أقل من 70 لكل 000 100 مولود حي بحلول عام 2030.

### التباين داخل البلدان
هناك اختلافات كبيرة في معدلات وفيات الأمهات، ولا سيما في البلدان التي تعاني من فجوات كبيرة في المساواة في الدخل والتعليم والرعاية الصحية. وتعاني النساء اللواتي يعشن في المناطق الريفية من ارتفاع معدل وفيات الأمهات مقارنة بالنساء اللواتي يعشن في المراكز الحضرية وشبه الحضرية لأنهن يعشن في أسر أكثر ثراء أو يتلقين تعليما أعلى أو يعشن في مناطق حضرية يستفدن من خدمات الرعاية الصحية. وهناك أيضا تفاوتات عرقية في نتائج صحة الأمهات مما يزيد من وفيات الأمهات في الفئات المهمشة.

### وفيات الأمهات في الولايات المتحدة
الولايات المتحدة لديها أعلى معدل وفيات للأمهات في العالم الصناعي.  فقد بلغ متوسط معدل وفيات الأمهات ل 9.1 وفاه لكل 100000 ولادة حية خلال السنوات 1979-1986، ثم ارتفع بسرعة ل 14 لكل 000 100 في عام 2000، و 17.8 لكل 000 100 في عام 2009. وفي عام 2013، بلغ المعدل 18.5 حالة وفاة لكل 100000 ولادة حية. وقد أشير إلى أن ارتفاع وفيات الأمهات في الولايات المتحدة قد يكون راجعا إلى تحسين تحديد الهوية وإساءة تصنيفها مما يؤدي إلى إيجابيات كاذبة.
منذ عام 2016، تحققت بروبوبليكا وان بي آر من العوامل التي أدت إلى زيادة وفيات الأمهات في الولايات المتحدة. وأفادوا بأن معدل المضاعفات التي تهدد الحياة للأمهات الجدد في الولايات المتحدة قد تضاعف أكثر من الضعف في عقدين بسبب الظروف الموجودة مسبقا والأخطاء الطبية وعدم المساواة في الحصول على الرعاية. ووفقا لمراكز السيطرة على الأمراض والوقاية، 4 ملايين من النساء اللاتي يولدن في الولايات المتحدة سنويا، أكثر من 50,000 في السنة، يختبرن مضاعفات خطيرة وحتى مهددة للحياة. من بين 700 إلى 900 يموت كل عام فيما يتعلق بالحمل والولادة.
ووفقا لتقرير صادر عن مراكز مكافحة الأمراض والوقاية في الولايات المتحدة، ارتفع معدل الإصابة بالأمراض النفاسية الشديدة في عام 1993 من 49.5 إلى 144 لكل 000 10 حالة تسليم للمستشفيات في عام 2014، أي بزيادة قدرها 200 في المائة تقريبا. كما ازدادت عمليات نقل الدم خلال الفترة نفسها من 24.5 في عام 1993 إلى 122.3 في عام 2014، وتعتبر المحرك الرئيسي للزيادة في الحالات المرضية الشديدة للأمهات، وبعد استبعاد عمليات نقل الدم، ارتفع معدل الحالات الشديدة بنسبة 20٪ مع مرور الوقت، من 28.6 في عام 1993 إلى 35.0 في عام 2014.

## الوقاية

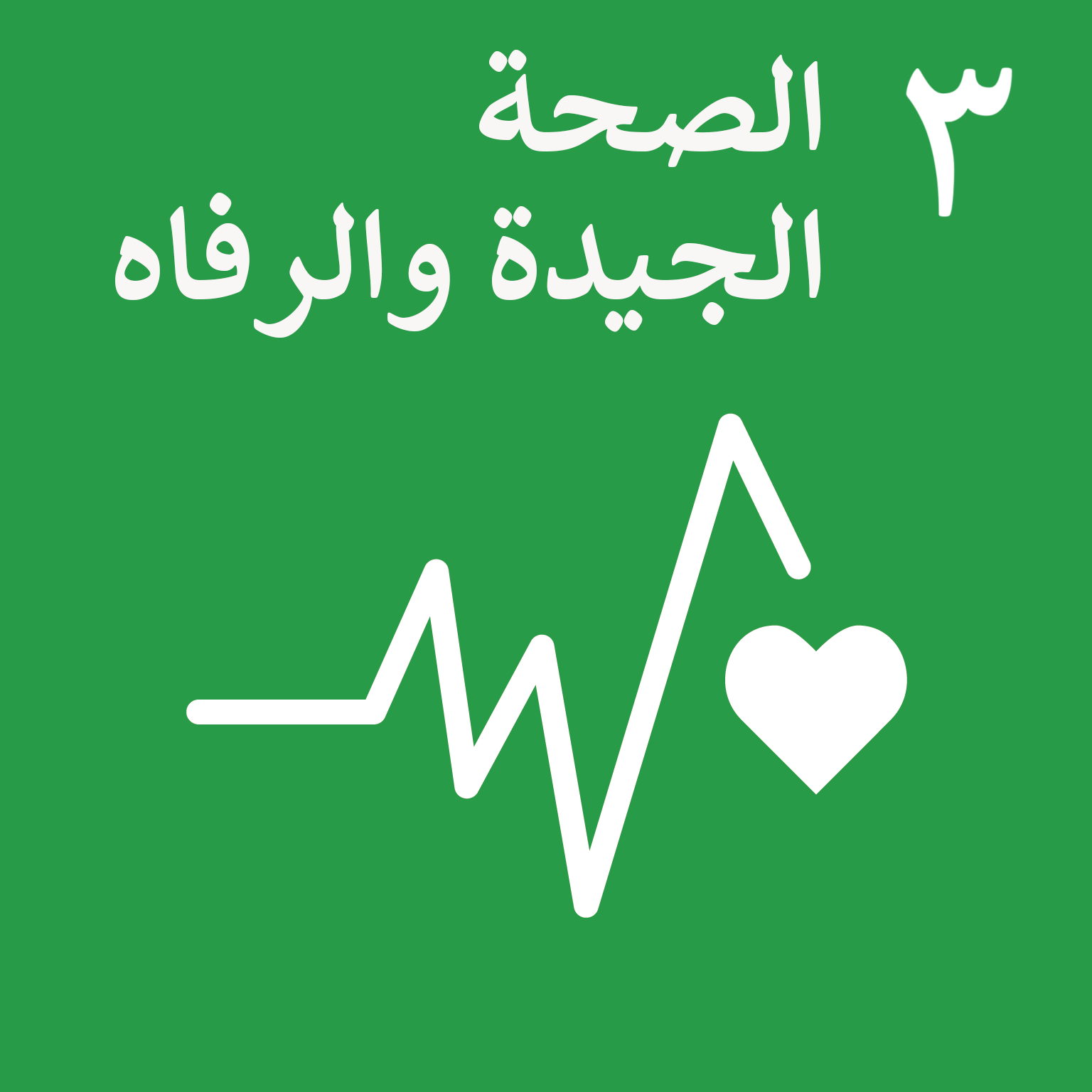
الهدف الثالث من أهداف التنمية المستدامة للأُمم المتحدة هو الصحة الجيدة والرفاه.

انخفض معدل وفيات النساء اللاتي ولدن في القرن العشرين. وربما يكون المستوى التاريخي لوفيات الأمهات حوالي 1 من كل 100 ولادة. ووصلت معدلات الوفيات إلى مستويات عالية جدا في مؤسسات الأمومة في القرن التاسع عشر، وصلت أحيانا إلى 40 في المائة من المرضى. في بداية 1900، كانت معدلات وفيات الأمهات حوالي 1 في 100 للولادات الحية. ويوجد حاليا ما يقدر ب 000 275 حالة وفاة للأمهات كل عام. إن نهج الصحة العامة والتكنولوجيات والسياسات هي خطوات يمكن اتخاذها للحد بشكل كبير من العبء العالمي لوفيات الأمهات.
وهناك أربعة عناصر ضرورية لمنع وفيات الأمهات، وفقا لصندوق الأمم المتحدة للسكان. أولا، الرعاية قبل الولادة. ويوصى بأن تتلقى الأمهات الحوامل ما لا يقل عن أربع زيارات قبل الولادة لفحص ومراقبة صحة الأم والجنين. ثانيا، الولادة على أيدي متخصصين مثل الأطباء والممرضين والقابلات الذين لديهم المهارات اللازمة لإدارة الولادات الطبيعية والتعرف على بداية المضاعفات. ثالثا، الرعاية التوليدية الطارئة لمعالجة الأسباب الرئيسية لوفيات الأمهات، وهي النزف، والإجهاض غير الآمن، واضطرابات ارتفاع ضغط الدم، وعسر الولادة. وأخيرا، الرعاية بعد الولادة لمدة ستة أسابيع . خلال هذا الوقت يمكن أن يحدث نزيف، واضطرابات ارتفاع ضغط الدم، ولذلك، يوصى بشدة بزيارات المتابعة التي يقوم بها العامل الصحي لتقييم صحة الأم والطفل في فترة ما بعد الولادة. إن مراقبة وفيات الأمهات والاستجابة لها هي إستراتيجية أخرى تم استخدامها لمنع وفيات الأمهات. هذا هو واحد من التدخلات المقترحة للحد من وفيات الأمهات حيث يتم استعراض وفيات الأمهات باستمرار لمعرفة الأسباب والعوامل التي أدت إلى الوفاة. وتستخدم المعلومات المستمدة من الاستعراضات لتقديم توصيات لاتخاذ إجراءات لمنع الوفيات المماثلة في المستقبل. واستمرت مراجعات الوفيات النفاسية ووفيات الفترة المحيطة بالولادة عمليا منذ فترة طويلة في جميع أنحاء العالم، وقدمت منظمة الصحة العالمية مراقبة وترصد وفيات الأمومة والولادة مع مبدأ توجيهي في عام 2013. وأظهرت الدراسات أن العمل بناء على توصيات من وزارة التخطيط والتنمية الاجتماعية يمكن أن تقلل من وفيات الأمهات والوفيات في الفترة المحيطة بالولادة عن طريق تحسين نوعية الرعاية في المجتمع والمرافق الصحية.

### التقنيات الطبية

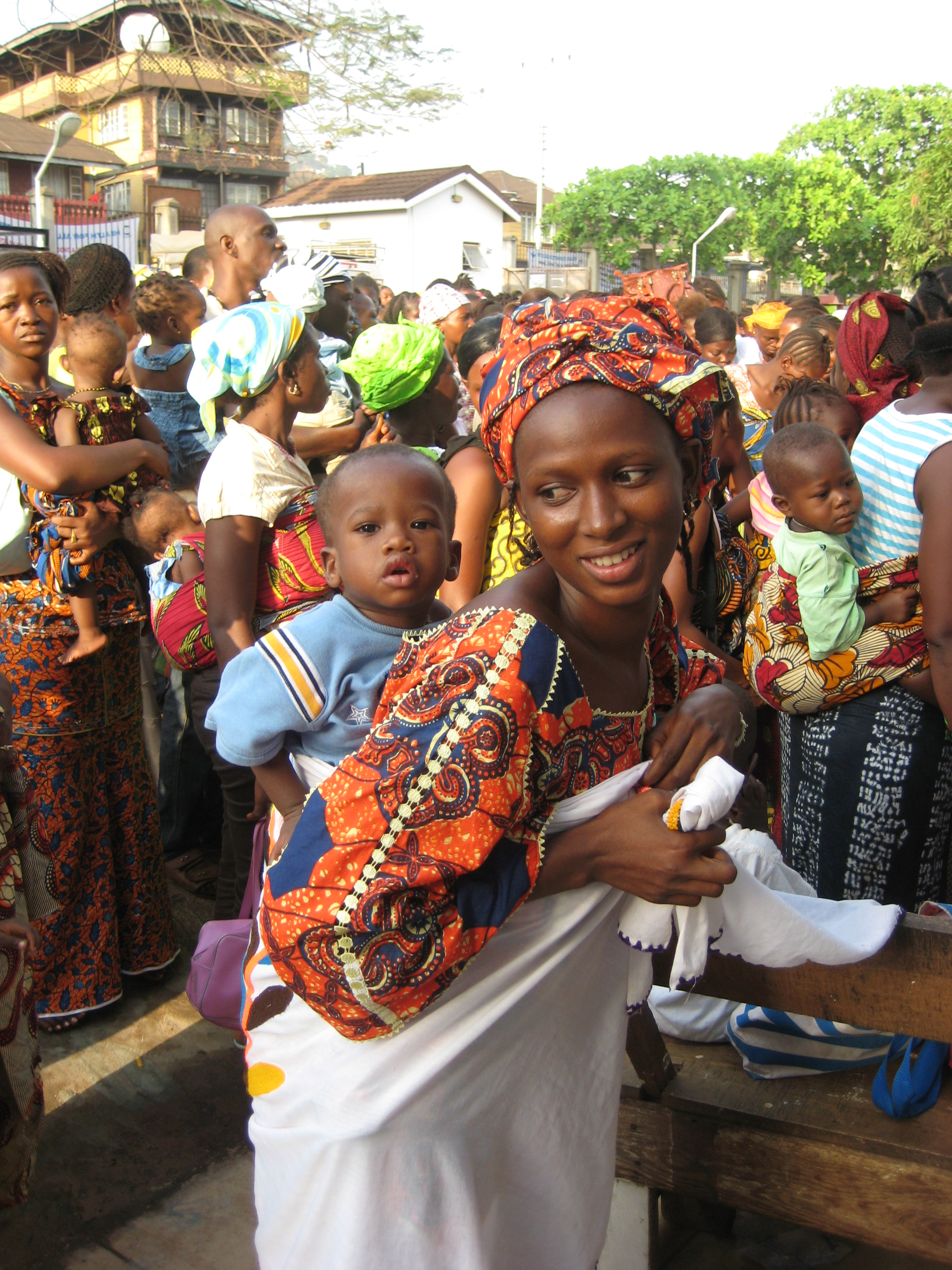
في 27 أبريل 2010 ، أطلقت سيراليون الرعاية الصحية المجانية للنساء الحوامل والمرضعات

يعزى الانخفاض في وفيات الأمهات إلى حد كبير إلى تحسين عملية التعقيم، وإدارة السوائل ونقل الدم، وتحسين الرعاية السابقة للولادة. وقد صممت التكنولوجيات لبيئات ضعيفة الموارد وأصبحت فعالة في الحد من وفيات الأمهات أيضا. الملابس غير الهوائية المضادة للصدمة هو جهاز تكنولوجى لعلاج الضغط المنخفض فيقلل من فقدان الدم، ويستعيد علامات حيوية ويساعد على شراء الوقت في تأخير النساء تلقي الرعاية الطارئة الكافية أثناء نزيف الولادة. وقد ثبت أنها مورد ثمين. والواقي الذكري المستخدم في طمث الرحم فعالة أيضا في وقف نزف ما بعد الولادة.

### الصحة العامة
معظم وفيات الأمهات يمكن تجنبها، حيث أن حلول الرعاية الصحية لمنع أو إدارة المضاعفات معروفة جيدا. ومن شأن تحسين فرص الحصول على الرعاية السابقة للولادة أثناء الحمل، والرعاية الماهرة أثناء الولادة، والرعاية والدعم في الأسابيع التي تلي الولادة، أن يقلل من وفيات الأمهات بشكل كبير. ومن المهم بصفة خاصة أن يحضر جميع المواليد أخصائيين صحيين مهرة، لأن الإدارة والعلاج في الوقت المناسب يمكن أن يحدثا فرقا بين الحياة والموت. ولتحسين صحة الأمهات، يجب تحديد ومعالجة الحواجز التي تحد من إمكانية الحصول على خدمات صحية جيدة للأمهات على جميع مستويات النظام الصحي. وتشمل التوصيات المتعلقة بالحد من وفيات الأمهات الحصول على الرعاية الصحية والحصول على خدمات تنظيم الأسرة والرعاية التوليدية الطارئة والتمويل والرعاية أثناء الولادة. وقد اقترح أيضا تخفيض في جراحة التوليد غير الضرورية. ويشمل نهج تنظيم الأسرة تجنب الحمل في سن مبكرة جدا أو في سن كبير جدا والمباعدة بين الولادات. ويعتبر الحصول على الرعاية الأولية للمرأة حتى قبل حملها أمرا أساسيا إلى جانب الحصول على وسائل منع الحمل.

### السياسة العامة
جاءت أكبر مبادرة سياسات عالمية لصحة الأم من إعلان الأمم المتحدة بشأن الألفية الذي وضع الأهداف الإنمائية للألفية. والهدف الخامس من مبادرة الأمم المتحدة بشأن الأهداف الإنمائية للألفية هو خفض معدل وفيات الأمهات بمقدار ثلاثة أرباع بين عامي 1990 و 2015،  وتحقيق الوصول الشامل إلى الصحة الإنجابية بحلول عام 2015 . ويمكن الاطلاع على التوجهات حتى عام 2010 في تقرير كتبته منظمة الصحة العالمية واليونيسيف وصندوق الأمم المتحدة للسكان والبنك الدولي. وقد اتخذت البلدان والحكومات المحلية خطوات سياسية للحد من وفيات الأمهات. ودرس باحثون في معهد التنمية الخارجية نظم صحة الأمهات في أربعة بلدان مشابهة على ما يبدو: رواندا وملاوي والنيجر وأوغندا. وبالمقارنة مع البلدان الثلاثة الأخرى، تتمتع رواندا بسجل ممتاز مؤخرا في مجال تحسين معدلات وفيات الأمومة. واستنادا إلى ما أجراه الباحثون من دراسات حالة قطرية متباينة، يستنتج الباحثون أن تحسين صحة الأم يعتمد على ثلاثة عوامل رئيسية: 1 - استعراض جميع السياسات المتعلقة بصحة الأم في كثير من الأحيان لضمان اتساقها داخليا؛ 2 - تطبيق المعايير المتعلقة بمقدمي خدمات صحة الأمهات 3 - ينبغي تشجيع أي حلول محلية للمشاكل المكتشفة، وليس بالإحباط. وفيما يتعلق بسياسة المعونة، تناقصت المساعدة المقدمة لتحسين معدلات وفيات الأمهات، حيث أصبحت قضايا الصحة العامة الأخرى، مثل فيروس نقص المناعة البشرية - الإيدز، من الشواغل الدولية الرئيسية. وتميل مساهمات المعونة الصحية للأمهات جنبا إلى جنب مع صحة المواليد والأطفال، ولذلك يصعب تقييم مقدار المعونة المقدمة مباشرة إلى صحة الأم للمساعدة في خفض معدلات وفيات الأمهات. وبغض النظر عن ذلك، فقد أحرز تقدم في خفض معدلات وفيات الأمهات على الصعيد الدولي.

## الأوبئة
تمثل وفيات الأمهات والإعاقات نسبة كبيرة في أمراض النساء، حيث يقدر عدد النساء اللواتي يقتلن سنويا بحوالي 000 275 امرأة أثناء الحمل والولادة في جميع أنحاء العالم. وفي عام 2011، كان هناك ما يقرب من 273,500 حالة وفاة للأمهات (نطاق عدم اليقين، 256,300 إلى 291,700). ويحدث 45 في المائة من الوفيات بعد الولادة في غضون 24 ساعة. وتحدث تسعة وتسعون في المائة من وفيات الأمهات في البلدان النامية.